# Neuturmstraße
Die Neuturmstraße in München liegt in der Altstadt und verläuft von der Hochbrückenstraße zum kleinen Platz „Am Kosttor“.

## Geschichte
Der Name Neuturmstraße stammt von dem durch Kurfürst Max I. 1771 erbauten, dicken, runden Turm neben dem Kosttor, der sowohl Rundturm, als auch Neuturm genannt wurde und zu dem die Straße hinführte. Das 1325 errichtete Kosttor, später auch Wurzertor genannt, war ein Stadttor der zweiten Stadtmauer des mittelalterlichen Münchens. Den Namen Kosttor bekam es, weil hier Bedürftige verköstigt wurden. Der Neuturm diente als „Aufbewahrungsort“ für geringere Zivilverbrecher von Rang und besonders auch für Beamte, die Vergehen verübt hatten. Seine Verwendung als Schuldnergefängnis gehörte der späteren Zeit an. Der Neuturm wurde samt dem angrenzenden Kosttor im März 1872 abgebrochen.
In dieser Straße befand sich auf dem Gebiet der heutigen Hausnummer 5 die Freibank, die sich entlang der Stadtbefestigung zwischen Bräuhausstraße und Kosttor hinzog und 1878 in den nordöstlichen Pavillon der Schrannenhalle verlegt wurde.
Das Gebäude in der  Neuturmstraße 1 ist ein repräsentativer Eckbau, der zwischen 1875 und 1880 vom Architekten und Erstbesitzer Johann Kilian Stützel im Stil der Neorenaissance erbaut wurde. Seit 2000 ist das Haus im Besitz der Mandarin Oriental Hotel Group, die hier das fünf Sterne Superior Hotel Mandarin Oriental München betreibt.
Die Hofbräuhaus-Kunstmühle in der Neuturmstraße 3 ist die einzige noch aktive Getreidemühle in München. Auf dem hölzernen Stadtmodell von Jakob Sandtner von 1570 stand an der Stelle der heutigen Hofbräuhaus-Kunstmühle bereits eine Malzmühle. Die Neuturmstraße erstreckte sich damals am Westufer des Malzmühlbachs, von dem Zusammenfluss von Germbach und Einschüttbach aus, bis zum Kosttor und diente dem Antrieb der Mühle. Aufgrund einer modernisierten Technik durfte die Mühle ab 1870 die Bezeichnung Kunstmühle führen.

## Lage
Die Neuturmstraße verbindet, vom Platz „Zum Kosttor“ südlich abzweigend, die Maximilianstraße mit der Bräuhausstraße, der Hochbrückenstraße und der Marienstraße.

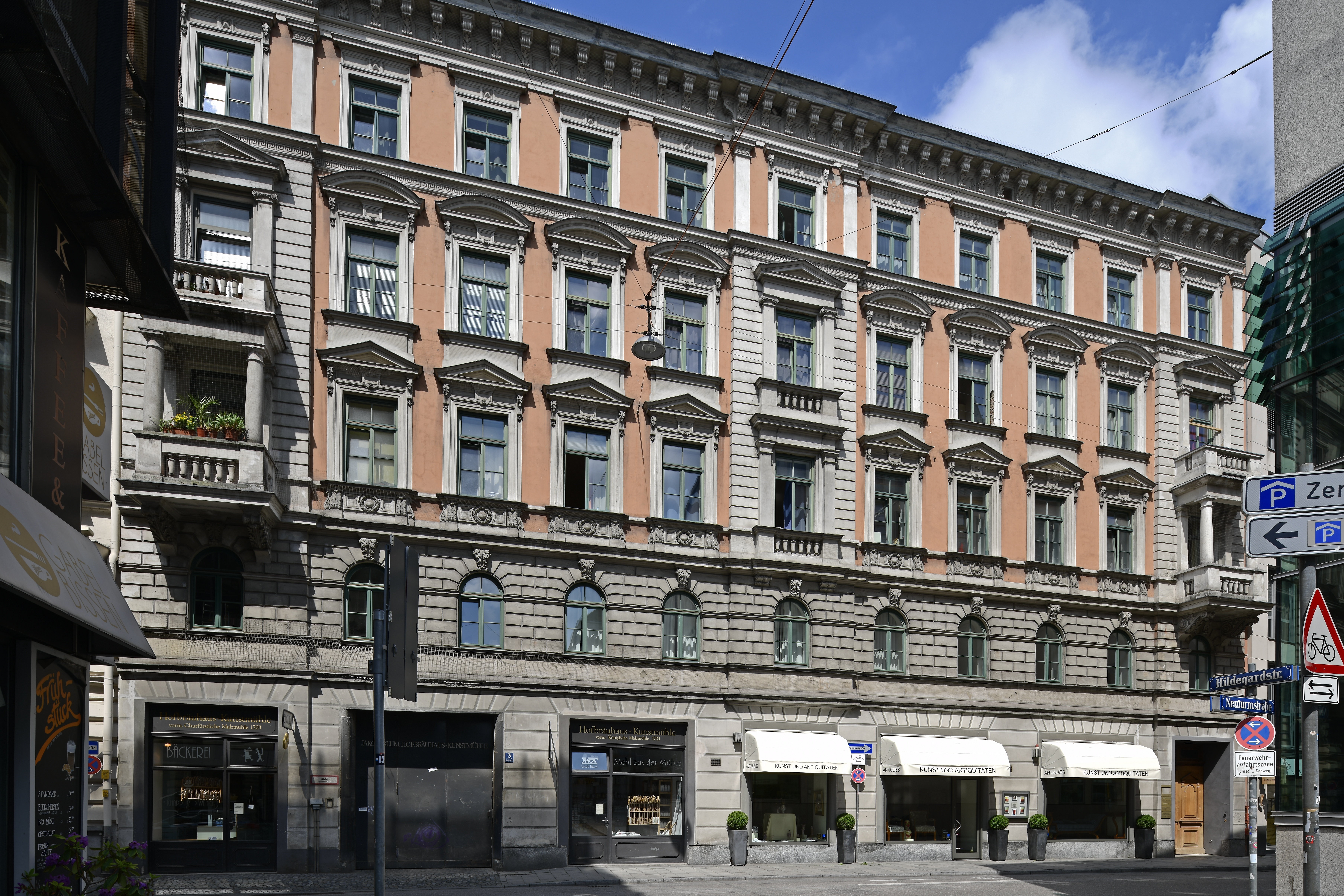
Neuturmstraße 3
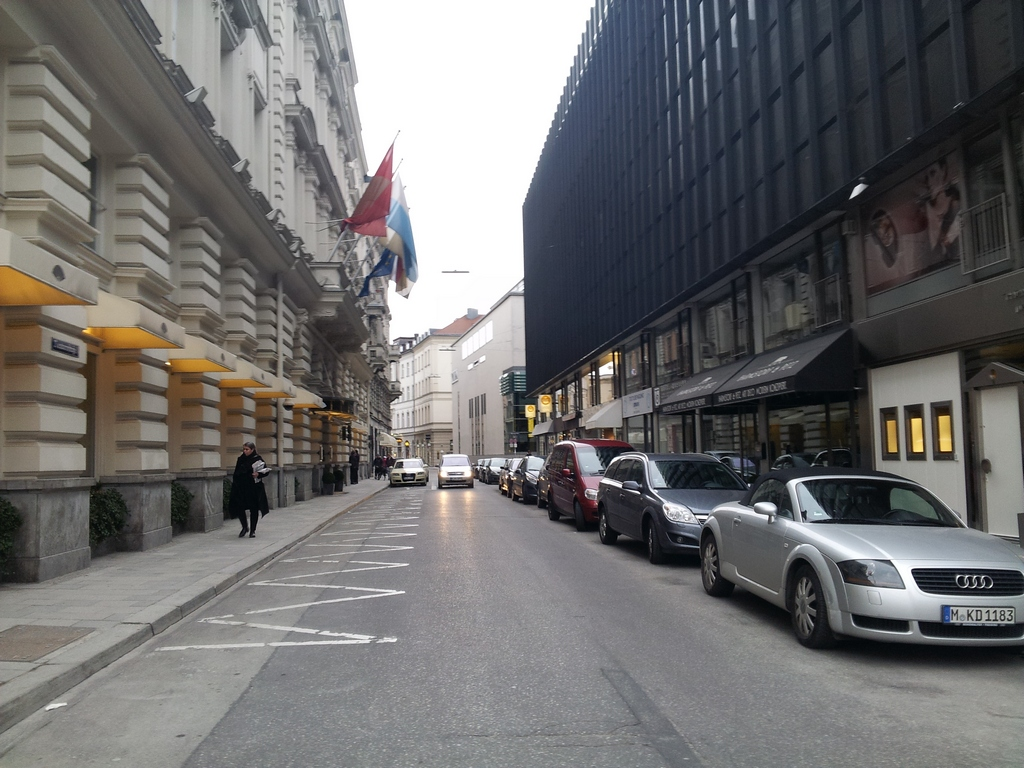
Neuturmstraße mit dem Hotel Mandarin Oriental (links)
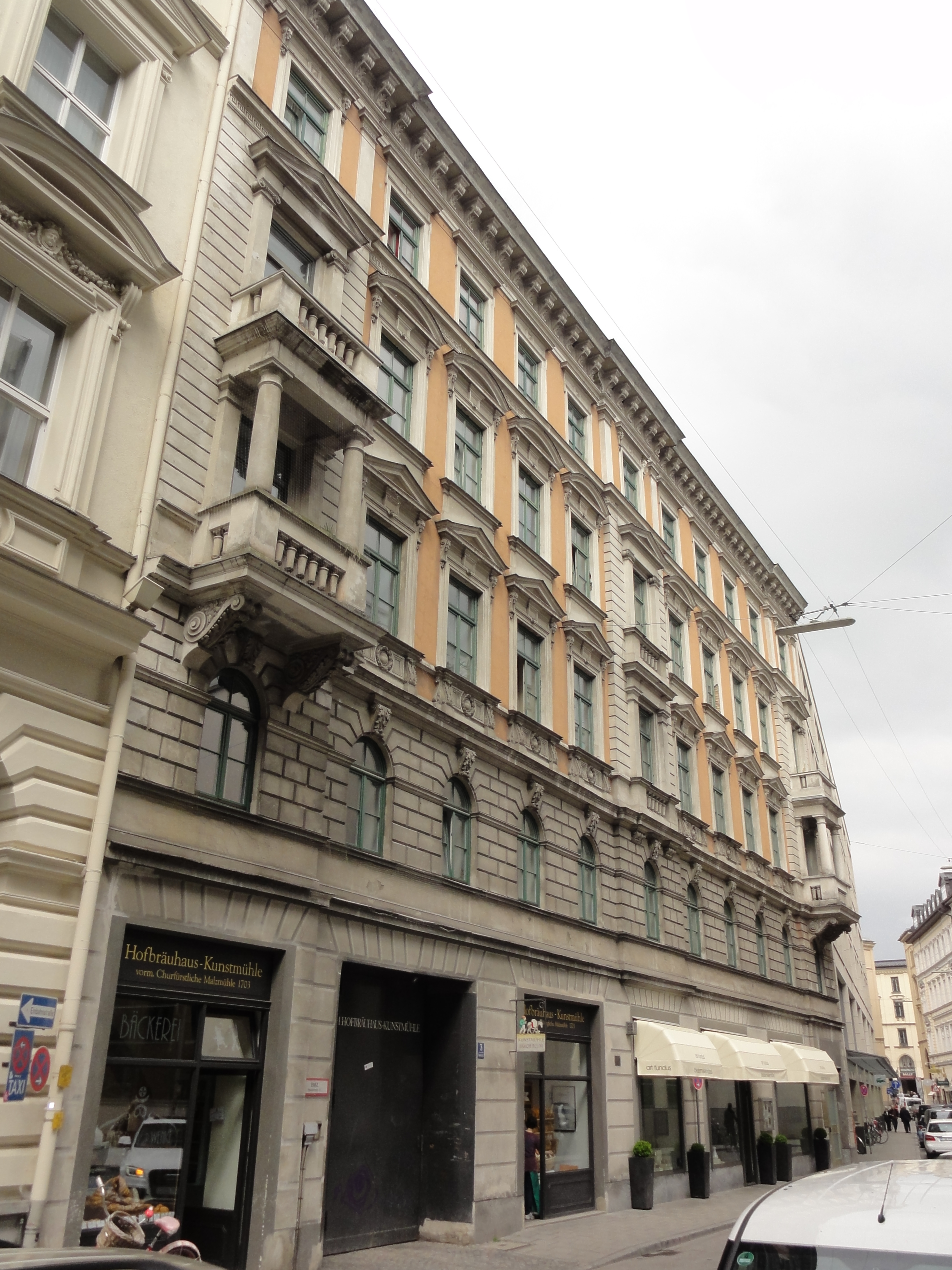
Hofbräuhaus-Kunstmühle
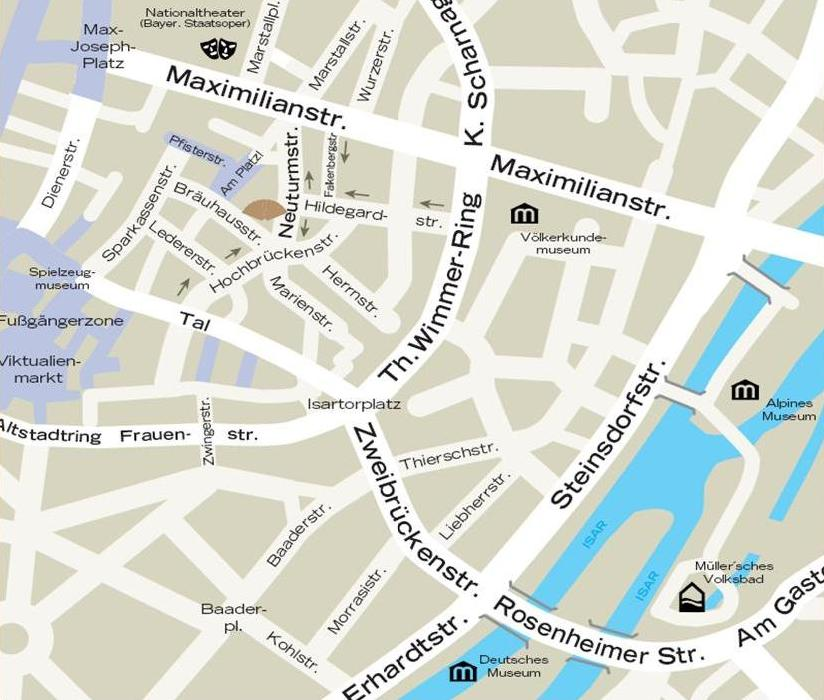
Kartenausschnitt
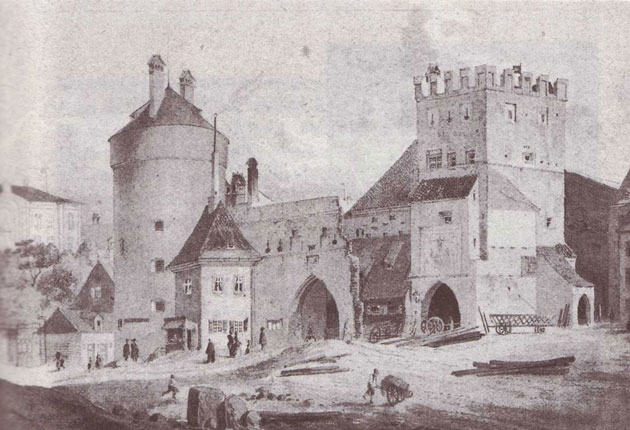
Links der Neuturm (auch Rundturm) neben dem Kosttor, 1872
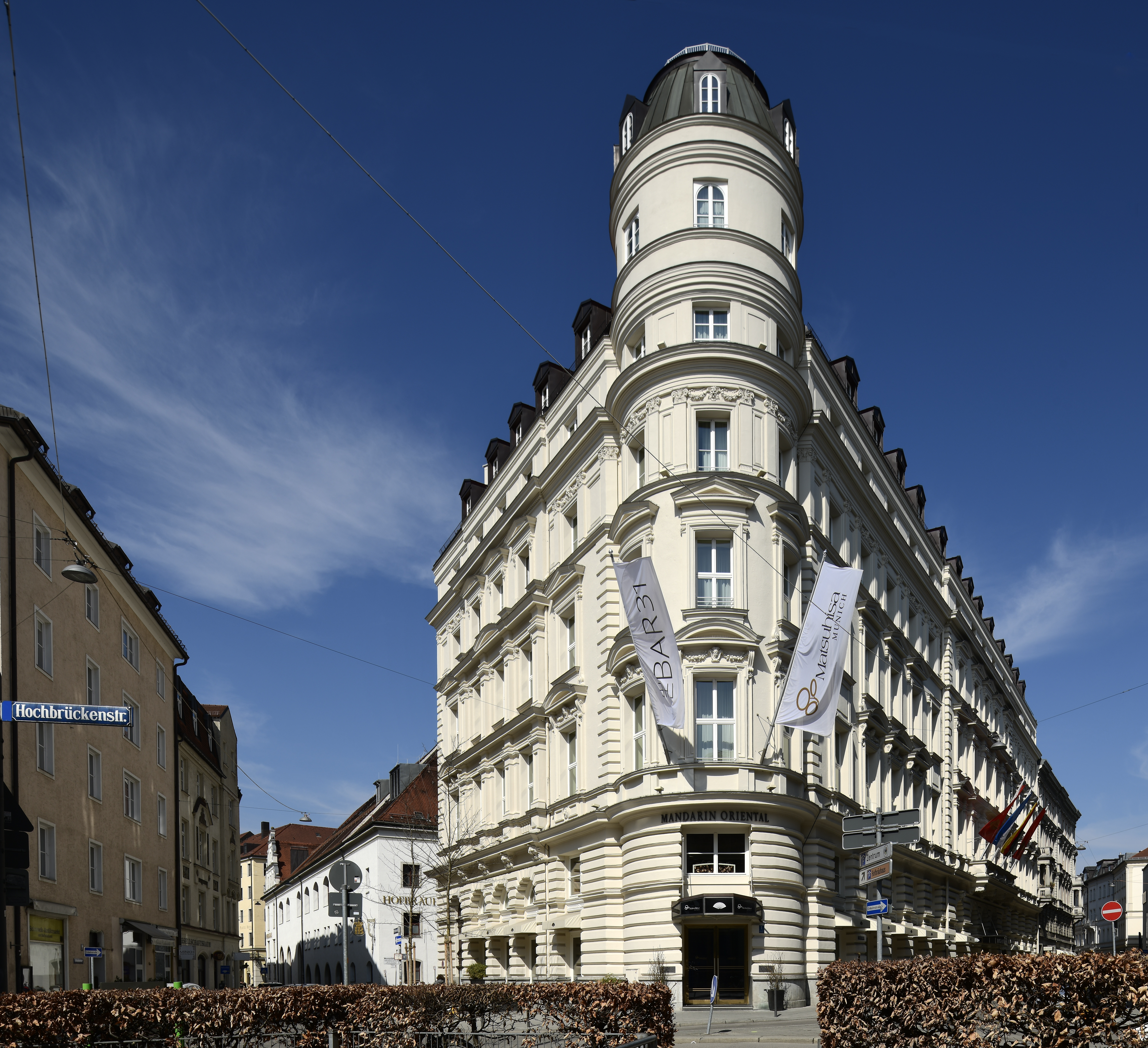
Neuturmstraße Nr. 1, Ecke Hochbrückenstraße.